# Eric de Maré
Eric de Maré (Londres, 10 de Setembro 1910-2002) foi um fotógrafo e autor britânico, descrito como um dos maiores fotógrafos britânicos de arquitetura.
de Maré nasceu em Londres de pais suecos, Bror e de Ingrid Maré. Ele foi educado na escola St Paul, em Londres antes de se tornar um estudante da "Architectural Association", em 1928. Após a formatura, em 1933, ele foi à Escandinávia para viajar e trabalhar. Um número de suas publicações posteriores é sobre a Suécia. Ele foi um defensor do movimento filosófico econômico Crédito Social.
Ao retornar à Inglaterra, entrou para o "Architectural Press" e se tornou o editor interino do Jornal dos Arquitetos, em 1943. Em 1942, de Maré havia publicado seu primeiro livro, intitulado "Grã-Bretanha Reconstruída". Os anos seguintes viram a publicação de outros livros e artigos na imprensa de arquitetura. Muitos dos temas abordados nestas obras são representadas dentro da coleção mantida pelo Registro Nacional dos Monumentos, o Arquivo Público do English Heritage.
Canais e vias navegáveis são uma caractéristica significativa no trabalho de Maré. Em 1948, ele navegou em uma dúzia de canais em inglês, durante uma turnê de 600 milhas, fotografando as paisagens, edifícios e pessoas que ele encontrou. Esta viagem resultou em um artigo em 1949, para a  "Architectural Review " documentando a vida e os edifícios ao longo dos canais ingleses. O ano seguinte viu a publicação de "Os canais da Inglaterra". O livro forneceu uma descrição histórica e técnica de vias navegáveis, pontuado pela fotografia de Maré.
Em 1956, ele foi contratado para viajar por toda a Inglaterra para fotografar as iniciais instalações industriais e edifícios ingleses. As imagens resultantes foram combinadas com o texto de JM Richard em "A Tradição Funcional, no início de Edifícios Industriais", que foi publicado pela Architectural Press em 1958. A tradição funcional dentro da arquitetura tinha recebido pouca atenção de arquitetos contemporâneos até o presente estudo, mas o trabalho coincidiu com e promoveu um aumento do interesse nas qualidades das primeiras estruturas industriais. Seu trabalho na década de 1960 refletiu a outra extremidade do espectro industrial, com foco em plantas modernas de geração de energia, nas quais suas fotografias, com freqüência, conferiam uma qualidade escultural.
De Maré morreu em 22 de Janeiro de 2002, aos 91 anos. The Guardian disse, que para a maioria dos arquitetos e historiadores da arquitetura, ele foi o melhor fotógrafo arquitetônico de meados do século XX. O Telegraph descreveu-o como um dos fotógrafos mais notáveis de sua tempo, bem como um autor prolífico.

## Livros
- Eric de Maré, The Canals of England (1950, 1987, ISBN 978-1-84868-160-6, ISBN 0-86299-418-7)
- Eric de Maré, Bridges of Britain (1954, 1975, 1987, ISBN 0-7134-2925-9)
- Eric de Maré, London's Riverside (1958)
- Eric de Maré, City of Westnminster; Heart of London (1968)
- Eric de Maré, Photography (1957) Penguin books
- Eric de Maré, Photography and Architecture (1961) Penguin books
- Eric de Maré, Architectural Photography (1975) Penguin books
- Eric de Maré, Wren's London (1975) ISBN 0-7181-1586-4
- Eric de Maré, A Matter of Life or Debt (1983) ISBN 0-949667-83-8
- Higgott, Andrew, Eric de Maré: Photographer, Builder with Light. London: AA Publicações, 1990. ISBN 1-870890-28-0
- Elwall, Robert, Eric De Mare. London: RIBA Publishing, 2000. ISBN 978-1-85946-083-2